# Lavočkin La-152
Lavočkin La-152; tudi "Izdelije 152" USAF oznaka - Type 4) je bil prototipni reaktivni lovec, ki so ga razvili v Sovjetski zvezi kmalu po koncu 2. svetovne vojne. La-152 so razvili na podlagi La-150, vendar tudi novo letalo ni bilo konkurenčno drugim sovjetskim lovcem, ki so imelu puščičasto krilo in močnejše motorje.

## Specifikacije(Izdelije156)
Podatki iz Early Soviet Jet Fighters; Gordon 2002, p. 114.
Splošne značilnosti
- Posadka: 1
- Dolžina: 9,12 m (29 ft 11 in)
- Razpon kril: 8,52 m (27 ft 11 in)
- Površina kril: 13,24 m2 (142,5 sq ft)
- Teža praznega letala: 2.398 kg (5.287 lb)
- Bruto teža: 3.521 kg (7.762 lb)
- Kapaciteta goriva: 756 suh potisk, 10,3 kN (2.300 lbf) z dodatnim zgorevanjem

Zmogljivost
- Maks. hitrost: 905 km/h (562 mph; 489 kn)
- Doseg: 680 km (423 mi; 367 nmi)
- Višina leta: 10.700 m (35.105 ft)
- Hitrost vzpenjanja: 23,6 m/s (4.650 ft/min)
- Obremenitev kril: 264 kg/m2 (54 lb/sq ft)

Oborožitev

- Strelno orožje: 3 × 23 mm Nudelman-Suranov NS-23 avtomatski topovi, skupno 190 nabojev